# Поровый лед
Поровый лед (англ. Pore ice) или Лед-цемент (англ. ice-cement) — один из двух видов льда в многолетнемерзлых породах и сезонномерзлых грунтах деятельного слоя. 
Поровый лед формируется при промерзании увлажненных горных пород за счет воды, замерзающей в порах и полостях без существенного нарушения взаимного расположения частиц породы. 
Условия для цементного льдообразования: 
а) отсутствие миграции влаги к фронту промерзания; 
б) размер полостей (пор) остается неизменным или увеличивается в пределах 9%.
Для слабоувлажненных мерзлых пород характерны 3 вида порового льда: Игольчатый лед-цемент, Контактный лед-цемент, Пленочный лед-цемент.
Для сильно увлажненных мерзлых грубообломочных и песчаных пород свойственны: поровый лед-цемент и базальный лед-цемент.
Вместе с ледяными включениями, лед-цемент формирует льдистость мерзлой породы.
Температура начала замерзания грунта, при котором появляется поровый лед, зависит от состава пород, влажности, концентрации порового раствора, и т.д. 